# 东西洋考每月统纪传
《东西洋考每月统纪传》（英語：Eastern Western Monthly Magazine），是第一份在中国境内出版的现代汉语杂志。1833年8月1日由普鲁士基督教新教传教士郭实腊创刊于广州。1837年因中英关系紧张遂迁至新加坡。內容涉及宗教、政治、科學、商業，及雜俎等。已知最后一期出版于1838年。马礼逊之子马儒翰等也参加编辑工作。

## 历史
郭士立也称郭实腊，原籍普鲁士，1827年受荷兰布道会派遣到东南亚传教，不久脱离该会，改为伦敦布道会工作。1831年起，游历中国许多地区，随着对中国的熟悉，他对中国视西方为“蛮夷”的观念极为反感，称“本月刊之问世，旨在使华人了解我们的艺术、科学思想，本刊无意涉及政治，更不以恶言相加，我们将以良善之途径，使华人了解西人并不野蛮，提供事实，使华人知道寻求新知。更有进者，编者将致力促进友谊，期能有成”，而创办了《东西洋考》。
1834年3月版《东西洋》刊《新闻纸略论》，被认为是中国近代刊物上出现的第一篇论述西方报纸的专论，全文虽只有331字，但讲述了报纸起源、新闻自由和当时各国报刊出版的一些基本情况。
1834年5月第10期时停刊。
1835年2月复刊，7月又停，转由广州成立的在华实用知识传播会接办。
1837年迁移到新加坡。已知最后一期出版于1838年。

## 刊物样式／特点
《东西洋考》采用雕版印刷，中国书式，内容结构类似于《察世俗每月统计传》。虽然为宗教性质的报刊，但是宗教色彩已经淡化，目的是宣扬西方文化的优越，征服中国人骄傲自大的排外心里。内容以宗教、伦理道德和科学文化知识三部分组成。而刊名《每月统纪传》其意有如目前所謂的《月刊》，故而《东西洋考每月统纪传》可名之為《东西洋考月刊》。

## 现存版本
《东西洋考每月统纪传》在研究东西方交流史上虽有重要参考价值，但在中国国内留存很少。哈佛燕京学社图书馆存有三十九期。

## 扩展阅读
- 爱汉者等，《东西洋考每月统记传》，中华书局，1997年6月1日，ISBN 978-7-101-01582-9

## 外部連結
- 周振鹤：《东西洋考每月统纪传》简介 （页面存档备份，存于）